# Thrall
Thrall – miasto w Stanach Zjednoczonych, w stanie Teksas, w hrabstwie Williamson.